# Une famille déchirée
Une famille déchirée (We Were the Mulvaneys) est un téléfilm américain réalisé par Peter Werner, diffusé le 8 avril 2002 sur Lifetime.

## Synopsis
1976, à Mont Carman, petite bourgade de l'état de New York. Un jeune homme, Patrick, vient se procurer un fusil auprès de son petit frère. La jeep démarre dans un tourbillon de sable et de poussière. Et Judd, le cadet de la famille se fait narrateur pour conter l'histoire de sa famille, la famille Mulvaney, qui renvoie l'image d'un bonheur paisible. Mike, l'aîné des enfants, fait vibrer le campus au rythme de ses exploits sportifs. Patrick, plus discret, est un élève modèle et sa jumelle, Marianne, est l'idole du lycée. Mais la vie de cette famille idéale tourne au drame à la suite du bal de fin d'année.

## Fiche technique
- Titre français : Une famille déchirée
- Titre québécois : La Crise
- Titre original : We Were the Mulvaneys
- Réalisation : Peter Werner
- Scénario : Joyce Eliason (en), d'après l'œuvre de Joyce Carol Oates
- Musique : Patrick Williams
- Pays d'origine :  États-Unis
- Langue originale : anglais
- Durée : 87 minutes
- Dates de diffusion :
  -  États-Unis : 8 avril 2002
  -  France : 15 mai 2003 sur M6

## Distribution
- Beau Bridges (VF : Michel Papineschi) : Michael Mulvaney Sr.
- Blythe Danner (VF : Monique Nevers) : Corinne Mulvaney
- Tammy Blanchard (VF : Véronique Soufflet) : Marianne Mulvaney
- Thomas Guiry (en) (VF : Christophe Lemoine) : Judd Mulvaney
- Jacob Pitts (VF : Guillaume Lebon) : Patrick Mulvaney
- Mark Famiglietti (VF : Didier Cherbuy) : Mike Mulvaney Jr.
- Colin Ferguson (VF : Vincent Violette) : Dr Witt
- Shawn Roberts (VF : Ludovic Baugin) : Zachary Lundt
- Leigh Enns : Trish La Porte
- John O'Callaghan : Abelove

Source et légende : Version française (VF) sur Doublagissimo et selon le carton du doublage français télévisuel.